# Катастрофа Як-40 под Братском
Катастрофа Як-40 под Братском — авиационная катастрофа, произошедшая в ночь четверга 4 мая 1972 года у Братска. Авиалайнер Як-40 Братского ОАО предприятия «Аэрофлот» завершал регулярный внутренний рейс В-608 по маршруту Иркутск — Братск, но при заходе на посадку в Братском аэропорту лайнер попал в метель, потерял управление и вскоре лайнер зацепил верхушки деревьев, после чего упал в лес недалеко от аэропорта и полностью разрушился. Погибли все 18 человек на борту лайнера — 14 пассажиров и 4 члена экипажа.
Согласно результатам расследования, причиной катастрофы явилось резкое снижение самолёта с малой высоты под воздействием интенсивного нисходящего порыва и последующее столкновение с верхушками деревьев при его выводе в условиях ограниченной видимости ночью. Неожиданное попадание самолёта в опасные метеоявления является следствием быстрого ухудшения погоды при недостаточной оперативности производства наблюдений и передачи этих сведений.

## Самолёт
Як-40 с бортовым номером 87778 (заводской — 9040314, серийный — 14-03) был выпущен Саратовским авиационным заводом 30 октября 1970 года и передан Министерству гражданской авиации, которое 30 декабря направило его в Братский авиаотряд Восточно-Сибирского управления гражданской авиации. Салон имел пассажировместимость на 24 места. На момент катастрофы авиалайнер имел 1667 часов налёта и 2249 посадок.

## Экипаж
Як-40 пилотировал экипаж из 245-го лётного отряда, в состав которого входили 4 человека:
- Командир воздушного судна (КВС) — Иван Андреевич Иванов;
- Второй пилот — Валерий Иванович Буланов;
- Бортмеханик —  Олег Васильевич Столяров;
- Бортмеханик-стажёр — Валерий Иванович Носарев.

## Катастрофа
4 мая 1972 года, ночью в 22:29 рейс В-608 с 14 пассажирами и 4 членами экипажа на борту вылетел из Иркутского аэропорта, а рейс выполнял Як-40 борт СССР-87778, летящий из Иркутска в Братск. Набрав высоту, авиалайнер занял эшелон 6000 метров. Всего на его борту находились 18 человек: 14 пассажиров и 4 члена экипажа.
На подходе к Братску экипаж перешёл на связь с диспетчером аэропорта и после получения разрешения приступил к снижению. Также диспетчер попытался передать им сведения о фактической погоде, но, несмотря на несколько попыток, не смог получить ответа от наблюдателя АМСГ, поэтому передал данные о погоде на 23:15: видимость 50 километров, без осадков. Между тем, погода быстро ухудшалась, что диспетчер сам и наблюдал. Фактически к моменту происшествия уже шёл мокрый ливневый снег, дул сильный ветер (10—14 м/с), а видимость составляла 1000 метров, что было ниже метеорологического минимума для командира экипажа.
Не зная фактической погоды, экипаж вышел на предпосадочную прямую, когда неожиданно попал в метель. Также Як-40 оказался в мощном нисходящем воздушном потоке, из-за чего произошло быстрое снижение высоты. Авиалайнер зацепил верхушки деревьев, потерял скорость и, пролетев ещё 225 метров, в 23:34 врезался в землю в 1250 метрах от торца ВПП (125 метров до БПРМ), полностью разрушился и сгорел. Все 18 человек на борту погибли.

## Причины
Резкое снижение самолёта с малой высоты под воздействием интенсивного нисходящего порыва и последующее столкновение с верхушками деревьев при его выводе в условиях ограниченной видимости ночью. Неожиданное попадание самолёта в опасные метеоявления является следствием быстрого ухудшения погоды при недостаточной оперативности производства наблюдений и передачи этих сведений.

Сопутствующий фактор: возможное непреднамеренное включение экипажем реверса при броске самолёта в процессе снижения (реверс тяги при осмотре самолёта на месте происшествия оказался включенным).— 